# Antonio d'Albero
Antonio d'Albero (Caserta, 12 giugno 1982) è un allenatore di pallacanestro italiano.

## Carriera
Allenatore professionista casertano, cresce nella cantera della LBL Caserta per poi arrivare nella Pepsi Juvecaserta. Dopo alcune stagioni nel settore giovanile nella stagione 2005-06 è assistente di Franco Marcelletti in Legadue.
Nel 2010-11 ha allenato in Danimarca nella Dameligaen per il Lemvig Basket e durante l'estate del 2011 firma per la nazionale della Macedonia femminile U20 che partecipa ai campionati europei di categoria a Ohrid (Macedonia).
Nel campionato 2011-2012 allena in Italia nella Legabasketfemminile la Dike Napoli.
Nel 2012-2013 ha allenato negli USA nella WABA per le Chicago Lady Steam. 
Nel 2014 Antonio d'Albero è stato nello staff della nazionale di pallacanestro femminile della Giamaica durante il Campionato centramericano femminile di pallacanestro 2014 in Monterrey (Messico).
Nella stagione 2014-15 ha allenato la squadra femminile dello Sparta Bertrange nella Total League massima serie Lussemburghese e il settore giovanile dello stesso club con cui ha vinto campionato e coppa di Lussemburgo. Nell'Aprile 2015 è uno degli allenatori dell'OBC al pre WNBA Draft combine di Tampa, FL negli Stati Uniti.
Nel novembre 2015 è stato scelto come allenatore della nazionale di pallacanestro di Aruba partecipando ai Campionati Caraibici in Guyana.
Nel 2017 sbarca nel massimo campionato svedese alla guida del Ostersund Basket, la stagione successiva 2017/2018 resta in Svezia e allena il Marbo Basket di Kinna.
Nella stagione 2018/2019 arriva nel campionato islandese nella massima categoria per guidare il Breidablik di Kopavogur e nell'estate 2019 torna nei caraibi ad Aruba per allenare gli Impact Ballers. Nella stessa estate 2019 allena ancora per l'OBC alla Combine di Las Vegas durante la NBA Summer League 2019.
Dal giugno 2020 diventa responsabile tecnico per l’estero del Sand Basket (basket sulla sabbia).
Per il campionato 2020/2021 torna in Svezia sempre nella massima categoria per allenare il Mark Basket.
Ad Ottobre 2020 pubblica con la casa editrice Basketcoach il suo primo libro in lingua inglese con titolo Practice To Beat The Best che rappresenta un manuale completo sul coaching, le prefazioni sono di coach Dan Hughes campione olimpico e WNBA e di Coach Del Harris campione NBA.
Nell'estate 2022 torna ad allenare la selezione senior maschile di Aruba e partecipa al torneo internazionale di Sint Marteen, la stessa estate dirige il camp Practice To Beat The Best in New York al Rucker park di Harlem. 
Da Settembre 2022 è l'Head Coach della Valtarese Basket nel campionato italiano.